# BET Awards
BET Awards – nagrody przyznawane od 2001 roku przez amerykańską telewizję BET (Black Entertainment Television). Nagrody wręczane są artystom afroamerykańskim: muzykom, sportowcom, aktorom i osobom, które wyróżniły się w ciągu roku. Podczas ceremonii, oprócz wręczanych nagród, na scenie występują artyści z kręgu czarnej muzyki R’n’B, soul, hip-hop, rap czy gospel. Miejsce corocznej ceremonii nie jest stałe. Pierwszą edycję z 2001 roku zorganizowano w Las Vegas, kolejne z lat 2002–2005 odbyły się w Hollywood, w 2006 roku w Los Angeles, a później gala powróciła do Hollywood.
Beyoncé jest gwiazdą, która występuje na BET Awards najczęściej.
| Rok  | Piosenka                                              |
| ---- | ----------------------------------------------------- |
| 2009 | „Ave Maria”                                           |
| 2007 | „Get Me Bodied” (z Destiny's Child i Solange Knowles) |
| 2006 | "Déjà Vu” (z gościnnym występem Jay-Z) (otwarcie)     |
| 2005 | „Cater 2 U” (w Destiny’s Child)                       |
| 2003 | „Crazy in Love” (z gościnnym występem Jay-Z)          |
| 2001 | „Bootylicious” (w Destiny's Child) (otwarcie)         |

## Nagrody, kategorie i nominacje
Best Female R & B Artist
- 2007:

Beyoncé (wygrana),
Mary J. Blige,
Ciara,
Jennifer Hudson,
Corinne Bailey Rae.
- 2006:

Mary J. Blige (wygrana),
India.Arie,
Mariah Carey,
Keyshia Cole,
Beyoncé.
- 2005:

Alicia Keys (wygrana),
Jill Scott,
Amerie,
Mariah Carey,
Ciara,
Fantasia.
- 2004:

Beyoncé (wygrana),
Mary J. Blige,
Monica,
Janet Jackson,
Alicia Keys.
- 2003:

India.Arie (wygrana),
Amerie,
Vivian Green,
Heather Headley,
Erykah Badu.
- 2002:

India.Arie (wygrana),
Alicia Keys,
Aaliyah,
Mary J. Blige,
Faith Evans.
- 2001:

Mary J. Blige (wygrana),
Aaliyah,
Jill Scott,
Janet Jackson,
Erykah Badu.
Best Male R & B Artist
- 2007:

Ne-Yo (wygrana),
Akon,
John Legend,
Gerald Levert,
Robin Thicke.
- 2006:

Prince (wygrana),
Jamie Foxx,
Chris Brown,
Ne-Yo,
Anthony Hamilton.
- 2005:

Usher (wygrana),
John Legend,
Mario,
Prince,
Anthony Hamilton.
- 2004-

Usher (wygrana),
Anthony Hamilton,
Ruben Studdard,
R. Kelly,
Luther Vandross.
- 2003:

Jaheim & R. Kelly (wygrana),
Musiq,
Justin Timberlake,
Ginuwine.
- 2002:

Usher (wygrana),
Craig David,
Musiq,
Maxwell,
Jaheim.
- 2001:

Musiq (wygrana),
R. Kelly,
Carl Thomas,
Joe,
Maxwell.
Best Group
- 2007:

Gnarls Barkley (wygrana),
Mary Mary,
OutKast,
Pretty Ricky,
Three 6 Mafia.
- 2006:

Destiny's Child (wygrana),
The Black Eyed Peas,
Three 6 Mafia,
Mary Mary,
Floetry.
- 2005:

Destiny's Child (wygrana),
112,
Terror Squad featuring Fat Joe,
Lil’ Jon & The Eastside Boyz,
The Roots.
- 2004:

OutKast (wygrana),
G-Unit,
Lil’ Jon & The Eastside Boyz,
Jagged Edge,
Floetry.
- 2003:

B2K (wygrana),
Clipse,
Mary Mary,
Floetry,
The Roots.
- 2002:

OutKast (wygrana),
Destiny’s Child,
112,
B2K,
Jagged Edge.
- 2001:

Destiny's Child (wygrana),
Mary Mary,
3LW,
702,
Blaque.